# Chinees bejaardentehuis
Een Chinees bejaardentehuis of Chinese woongroep is een ouderenwoning die speciaal is opgericht voor de eerste generatie overzeese Chinezen. Deze oude Chinezen spreken net als vele andere allochtone ouderen vaak de lokale taal niet goed. De ouderenwoningen zorgen ervoor dat zij kunnen samenleven met mensen die een Chinese taal spreken, zodat de omgang met buren makkelijker is en om te voorkomen dat ze in een sociale isolement komen.
In elk land waar veel Chinese migranten zijn, zijn Chinese bejaardentehuizen te vinden. 
In Nederland zijn ze vooral in de Randstad te vinden. De Chinese bewoners ervan zijn in Suriname, Indonesië, Hong Kong of in China geboren.
Wah Fook Wui in Rotterdam Chinatown, De Chinese Brug in Den Haag en het Inspraakorgaan Chinezen zet zich in voor het ontwikkelen van nieuwe Chinese ouderenwoningen.
In Amsterdam is Stichting Foe Ooi Leeuw te vinden. De bewoners zijn voornamelijk Chinese Surinamers die Hakkanees praten.

## Chinese bejaardentehuizen in Nederland

### Amsterdam
- Stichting Foe Ooi Leeuw[6] in Amsterdam-Zuidoost[7]

### Den Haag
- Wing Fook aan het Paletplein[6]
- Wing Sau aan het Paletplein[6]
- Fu Hua Low[6]
- Wing Hong aan de Heemstraat[6]
- De Chinese Brug aan de Zuidwal[6]
- Derde blok van Stellenbosch in Transvaal (Den Haag)[8]

### Eindhoven
- Wooncomplex On Wah aan de Struykenstraat[6]

### Groningen
- Kan Ling Huis aan de Rivierenhof/Hoornsemeer[9]

### Rotterdam
- Ka Fook Mansion[10][11] aan de Graaf Florisstraat

### Utrecht
- Tai Wah Huis in Leidsche Rijn[12]
- Woonvereniging Chinese ouderen Fook Hong Law aan de Langerakbaan[13]

## Chinese bejaardentehuizen in België
- Centrum voor Chinese bejaarden in België in Antwerpen Chinatown